# Dupontiella ichneumonoides
Dupontiella ichneumonoides là một loài bọ cánh cứng trong họ Trogossitidae. Loài này được Spinola miêu tả khoa học năm 1844.